# 彭名揚
彭名揚（1998年6月10日—），臺灣田徑運動員，擅長400公尺跨欄，為前田徑選手彭煥樹與張奇玉之子。
2023年8月4日在成都世大運400公尺跨欄決賽，以48.62秒的成績刷新陳天文保持22年的的全國紀錄，同時也取得2024年巴黎奧運男子400公尺跨欄參賽資格。

## 田徑生涯

### 夏季世界大學運動會
2019年在拿坡里世大運田徑半決賽以51.54秒的成績遭到淘汰。2023年參加成都世大運，並以48.62秒的成績奪得金牌，同時刷新全國紀錄。

### 亞洲錦標賽
2023年7月參加曼谷亞錦賽，以50.33秒的成績獲得第七名。

### 亞洲運動會
2023年10月參加杭州亞運會，以50.97秒的成績獲得第七名。

## 外部連結
- 彭名揚在的頁面
- 彭名揚的Facebook專頁
- 彭名揚的Instagram帳戶